# Jacques Bertrand (chansonnier)
Pour les articles homonymes, voir Jacques Bertrand et Bertrand.
Jacques Bertrand est un chansonnier belge de langue wallonne, né à Charleroi le 18 novembre 1817 et y décédé le 30 juillet 1884. Il exploitait un atelier de chaisier.

## Biographie

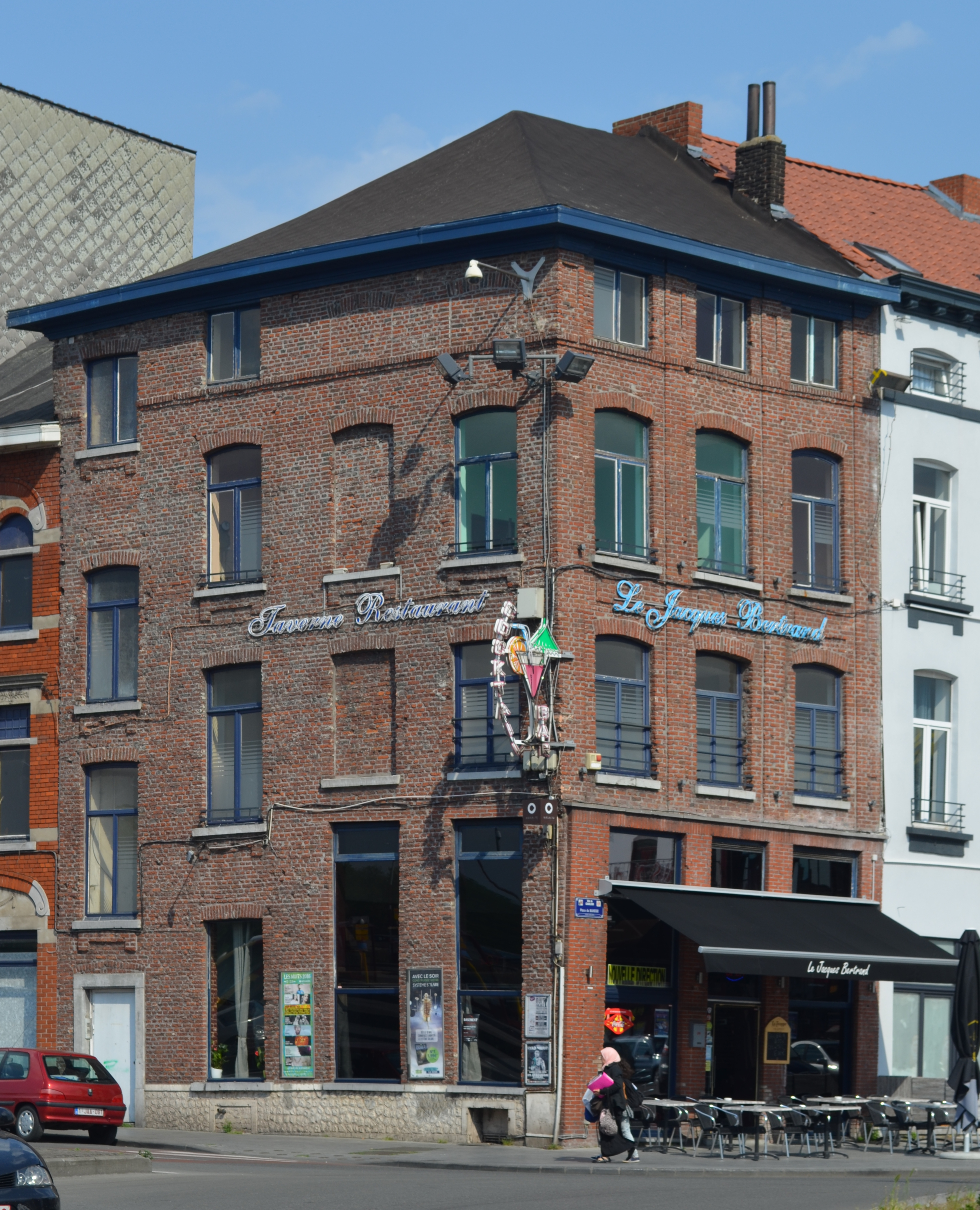
Le Jacques Bertrand, immeuble construit par Jacques Bertrand en 1873.

Jacques Bertrand est né le 18 novembre 1817 à Charleroi dans la rue de Nalinne située à la Ville-Haute. Son père, Blaise, est originaire de Baileux. Sa mère, Marie Dourlet, est Carolorégienne. Jacques est le quatrième enfant d'une fratrie de six filles et de quatre garçons. 
Dès l'âge de 10 ans, il quitte l'école pour devenir apprenti chaisier chez son beau-frère, Dedecker. L'apprentissage terminé, il complète sa formation professionnelle en effectuant pendant deux ans son « Tour de France ». Revenu à Charleroi, il ouvre un atelier au domicile de ses parents. 
Le 11 mai 1848, il épouse Pauline Quenne, fille de boulanger. Le couple s'installe à la rue de l'Aigle noir, dans la maison d'Albert Thibaut, cousin germain et meilleur ami de Jacques. Là naissent deux fils, Jules et Léopold.
En 1873, il fait construire une maison à la Place du Manège où il exploite un café. 
La mort de son épouse le 21 janvier 1878 l'affecte profondément, tout comme celle de son cousin le 20 mars 1880. 
Il meurt le 30 juillet 1884. Ses funérailles se déroulent au milieu d'une grande affluence.

## Œuvre
Jacques Bertrand a plus de trente ans quand il commence à écrire des chansons. Il composa jusqu'à la mort de son épouse et de son ami Albert Thibaut. 
- Pays de Charleroi (musique de Adolphe Miche[4])
- Èl quénzène ô Mambour (La quinzaine au Mambour)
- Èl ducasse du bos (La ducasse du bois)
- Sintèz come èm keûr bat ! (Sentez comme mon cœur bat !) ou Lolote (wa) (reprise par Julos Beaucarne et William Dunker[5]).

## Hommages
- À Charleroi, le « boulevard Jacques Bertrand » est ainsi nommé en son honneur (1898)
- Une plaque commémorative du sculpteur Jules Vanderstock est inaugurée en 1924 sur sa maison natale[6].